# Cretoxyrhina
Cretoxyrhina, även känd som ginsuhaj, var en stor haj som levde under mellersta krita, för cirka 108-73 miljoner år sedan.

## Känd fysiologi

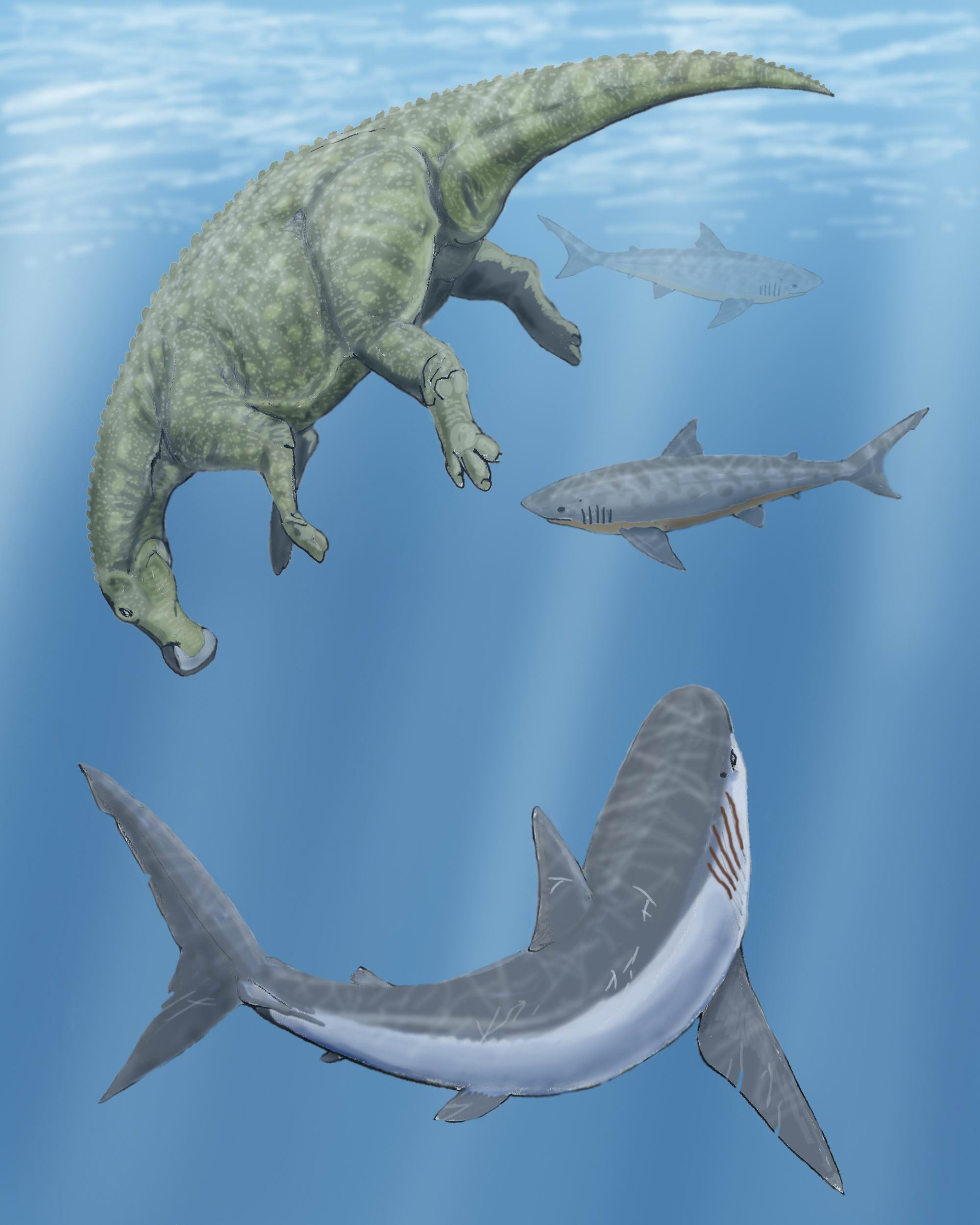
En Cretoxyrhina och två Squalicorax som cirkulerar runt en död Claosaurus.

### Identifiering och bevarade exemplar
Denna haj identifierades först av den kände schweiziske naturforskaren Louis Agassiz 1843, som Cretoxyhrina mantelli. Men det mest kompletta exemplaret av denna haj upptäcktes 1890 av fossiljägaren Charles H. Sternberg, som publicerade sina resultat 1907. Exemplaret bestod av en nästan komplett ryggrad och över 250 tänder. Denna typ av exceptionellt bevarande av fossila hajar är sällsynt eftersom ett hajskelett består av brosk, vilket inte är benägnet att fossiliseras. Charles namngav provet Oxyrhina mantelli. Detta exemplar representerade en 6,1 meter lång haj. Den grävdes upp från Hackberry creek, Gove County, Kansas.
Under senare år har flera andra exemplar också funnits. Ett sådant exemplar upptäcktes 1891 av George Sternberg, och lagrades i ett museum i München. Detta exemplar rapporterats också vara 6,1 meter långt, men förstördes under ett bombangrepp på München under andra världskriget.

## Vanligt namn
Cretoxyhrina mantelli hade inget vanligt namn i den tidiga litteraturen och hade tilldelats över 30 synonymer. Eftersom den åt genom att dela upp sina offer i lagom stora bitar så gav paleontologerna K. Shimada och MJ Everhart den namnet ginsuhaj.

### Fysisk anatomi
C. mantelli är en av de mest väl förstådda fossila hajarna hittills. Flera bevarade exemplar har medfört stor inblick om denna uråldriga hajs fysiska egenskaper och livsstil.

#### Tanduppsättning
De fossila tänderna av C. mantelli är upp till 6cm långa, böjda och har släta kanter, med en tjock emaljbeläggning.

C. mantelli hade 34 tänder i överkäken och 36 tänder i underkäken, i varje rad.
C. mantelli tros vara en släkting till vithajen. Kända exemplar av ginsuhaj är av ungefär samma storlek som de största uppmätta vithajarna.

## Räckvidd
Hajen levde i hav över hela planeten under Cenomanian och Campanian, inklusive Western Interior Seaway i Nordamerika. Fossil av C. mantelli har i Sverige hittats i bland annat Kristianstadsbassängen.

## Diet
C. mantelli var den största hajen av sin tid och var bland de främsta rovdjuren i haven. Fossila fynd visar att den jagade en mängd olika marina djur, såsom unga mosasaurier av exempelvis släktet Tylosaurus, unga svanödlor av släkten såsom Elasmosaurus,

benfiskar som Xiphactinus, och protostegida sköldpaddor som Archelon.

## Källhänvisningar
1. 1 2 3 4  Everhart, Mike. ”A giant ginsu shark (Cretoxyrhina mantelli Agassiz) From Late Cretaceous Chalk of Kansas”. http://www.oceansofkansas.com/BigShark.html. Läst 30 juli 2014.
2. ↑  Everhart, Mike. ”Cretoxyrhina mantelli - The Ginsu Shark”. http://www.oceansofkansas.com/ginsu.html. Läst 30 juli 2014.
3. ↑  Everhart, Mike. ”Large Sharks in the Western Interior Sea”. http://www.oceansofkansas.com/sharks/Kansas/fickcret.jpg.
4. ↑  Shimada, Kenshu, Cumbaa, S. L., Rooyen, D. V. (2006). Caudal Fin Skeleton of the late Cretaceous Lamniform Shark, Cretoxyrhina Mantelli, from the Niobrara Chalk of Kansas. New Mexico Museum of Natural History. http://econtent.unm.edu/utils/getfile/collection/bulletins/id/683/filename/684.pdf. Läst 2 oktober 2009.
5. ↑  ”Dinosaurier i Sverige - Ginsuhaj”. https://sites.google.com/view/dinosaurier-i-sverige/artlista/ginsuhaj. Läst 12 december 2022.
6. ↑  Einarsson, Elisabeth (2018) (på English). Paleoenvironments, palaeoecology and palaeobiogeography of late cretaceous (campanian) faunas from the Kristianstad basin, southern Sweden, with applications for science education. https://researchportal.hkr.se/en/publications/paleoenvironments-palaeoecology-and-palaeobiogeography-of-late-cr-2. Läst 12 december 2022.
7. ↑  Rothschild, B. M. (2005). ”Sharks eating mosasaurs, dead or alive?”. Netherlands Journal of Geosciencesvolume 21 (4):  sid. 335–340. Arkiverad från originalet den 16 juli 2011. https://web.archive.org/web/20110716052420/http://www.njgonline.nl/publish/articles/000268/article.pdf. Läst 2 oktober 2009. Arkiverad 16 juli 2011 hämtat från the Wayback Machine.
8. ↑  Everhart, M. J. (2005). ”Bite marks on an elasmosaur (Sauropterygia; Plesiosauria) paddle from the Niobrara Chalk (Upper Cretaceous) as probable evidence of feeding by the lamniform shark, Cretoxyrhina mantelli”. PalArch’s Journal of Vertebrate Paleontology. Arkiverad från originalet den 16 juli 2011. https://web.archive.org/web/20110716064113/http://www.palarch.nl/wp-content/everhart_mj_bite_marks_on_an_elasmosaur_sauropterygia_plesiosauria_paddle_from_the_niobrara_chalk_upper_cretaceous_as_probable_evidence_of_feeding_by_the_lamniform_shark_cretoxyrhina_mantelli_palarchs.pdf. Läst 30 juli 2014.
9. ↑  Shimada, Kenshu (1997). ”Paleoecological relationships of the Late Cretaceous lamniform shark, Cretoxyrhina mantelli (Agassiz)”. Journal of Paleontology. http://www.bioone.org/doi/abs/10.1660/062.114.0102. Läst 2 oktober 2009.
10. ↑  Shimada, Kenshu, Hooks, G. E. (2004). ”Shark-bitten protostegid turtles from the upper Cretaceous Mooreville Chalk, Alabama”. Journal of Paleontology. http://www.bioone.org/doi/abs/10.1666/0022-3360%282004%29078%3C0205%3ASPTFTU%3E2.0.CO%3B2. Läst 2 oktober 2009.

- John Malam & Steve Parker (2003) Stora boken om dinosaurier och andra förhistoriska varelser, ISBN 1-40541-804-4